# Campeonato da Europa de Corta-Mato de 2013
O Campeonato da Europa de Corta-Mato de 2013 foi a  20º edição da competição organizada pela Associação Europeia de Atletismo no dia 8 de dezembro de 2013. Teve como sede Belgrado  na Sérvia.

## Resultados
Esses foram os resultados do campeonato. 

### Sênior masculino 9.880 m
Individual
| Posição           | Atleta                    | Nacionalidade | Tempo |
| ----------------- | ------------------------- | ------------- | ----- |
| Medalha de ouro   | Alemayehu Bezabeh         | Espanha       | 29:11 |
| Medalha de prata  | Polat Kemboi Arıkan       | Turquia       | 29:32 |
| Medalha de bronze | Andy Vernon               | Grã-Bretanha  | 29:35 |
| 4                 | Jeroen D'Hoedt            | Bélgica       | 29:35 |
| 5                 | Hassan Chahdi             | França        | 29:40 |
| 6                 | Mohamed Marhum            | Espanha       | 29:46 |
| 7                 | Richard Ringer            | Alemanha      | 29:49 |
| 8                 | Bashir Abdi               | Bélgica       | 29:53 |
| 9                 | Koen Naert                | Bélgica       | 29:54 |
| 10                | El Hassane Ben Lkhainouch | França        | 29:56 |
| 11                | Iván Fernández            | Espanha       | 29:58 |
| 12                | Tom Farrell               | Grã-Bretanha  | 29:59 |

Equipe
| Posição           | Equipe                                                                                          | Pontos |
| ----------------- | ----------------------------------------------------------------------------------------------- | ------ |
| Medalha de ouro   | Espanha · Bezabeh · Marhum · Fernández · Antonio Dávid Jímenez · Antonio Abadía · Javier Guerra | 31     |
| Medalha de prata  | Bélgica · D'Hoedt · Abdi · Naert · Soufiane Bouchikhi · Lander Tijtgat · Abdelhadi El Hachimi   | 49     |
| Medalha de bronze | Grã-Bretanha · Vernon · Farrell · Keith Gerrard · Adam Hickey · Charlie Hulson · Frank Tickner  | 60     |
| 4                 | França                                                                                          | 66     |
| 5                 | Alemanha                                                                                        | 69     |
| 6                 | Irlanda                                                                                         | 90     |
| 7                 | Turquia                                                                                         | 105    |
| 8                 | Itália                                                                                          | 151    |

### Sênior feminino 8.050 m
Individual
| Posição           | Atleta                    | Nacionalidade | Tempo |
| ----------------- | ------------------------- | ------------- | ----- |
| Medalha de ouro   | Sophie Duarte             | França        | 26:34 |
| Medalha de prata  | Gemma Steel               | Grã-Bretanha  | 26:39 |
| Medalha de bronze | Dulce Félix               | Portugal      | 26:41 |
| 4                 | Fionnuala Britton         | Irlanda       | 26:45 |
| 5                 | Karoline Bjerkeli Grøvdal | Noruega       | 26:52 |
| 6                 | Almensh Belete            | Bélgica       | 27:00 |
| 7                 | Julia Bleasdale           | Grã-Bretanha  | 27:02 |
| 8                 | Veronica Inglese          | Itália        | 27:12 |
| 9                 | Carla Salomé Rocha        | Portugal      | 27:13 |
| 10                | Iris Maria Fuentes-Pila   | Espanha       | 27:17 |
| 11                | Lauren Howarth            | Grã-Bretanha  | 27:18 |
| 12                | Clémence Calvin           | França        | 27:25 |

Equipe
| Posição           | Equipe                                                                                                  | Pontos |
| ----------------- | --- | ------ |
| Medalha de ouro   | Grã-Bretanha · Steel · Bleasdale · Howarth · Steph Twell · Katie Brough · Lauren Deadman                | 35     |
| Medalha de prata  | França · Duarte · Calvin · Christine Bardelle · Laila Traby · Laurane Picoche · Claire Perraux          | 54     |
| Medalha de bronze | Espanha · Fuentes-Pila · Diana Martín · Lidia Rodríguez · Marta Silvestre · Teresa Urbina · Alba García | 61     |
| 4                 | Itália                                                                                                  | 97     |
| 5                 | Portugal                                                                                                | 109    |
| 6                 | Irlanda                                                                                                 | 115    |
| 7                 | Turquia                                                                                                 | 117    |
| 8                 | Chéquia                                                                                                 | 197    |

### Sub-23 masculino  8.050 m
Individual
| Posição           | Atleta              | Nacionalidade | Tempo |
| ----------------- | ------------------- | ------------- | ----- |
| Medalha de ouro   | Pieter-Jan Hannes   | Bélgica       | 24:02 |
| Medalha de prata  | Mitko Tsenov        | Bulgária      | 24:07 |
| Medalha de bronze | Nemanja Cerovac     | Sérvia        | 24:08 |
| 4                 | Ivan Strebkov       | Ucrânia       | 24:10 |
| 5                 | Luke Caldwell       | Grã-Bretanha  | 24:13 |
| 6                 | Ørjan Grønnevig     | Noruega       | 24:15 |
| 7                 | Callum Hawkins      | Grã-Bretanha  | 24:18 |
| 8                 | Michele Fontana     | Itália        | 24:19 |
| 9                 | Paul Robinson       | Irlanda       | 24:22 |
| 10                | Henrik Ingebrigtsen | Noruega       | 24:23 |
| 11                | Dmytro Siruk        | Ucrânia       | 24:23 |
| 12                | Jonathan Hay        | Grã-Bretanha  | 24:24 |

Equipe
| Posição           | Equipe | Pontos |
| ----------------- | --- | ------ |
| Medalha de ouro   | Grã-Bretanha · Caldwell · Hawkins · Hay · Dewi Griffiths · Richard Goodman · Jack Goodwin                                   | 40     |
| Medalha de prata  | Ucrânia · Strebkov · Siruk · Oleksandr Kuzmichov · Igor Porozov                                                             | 72     |
| Medalha de bronze | França · Romain Collenot-Spriet · Francois Barrer · Djilali Bedrani · Youssef Mekdafou · Michael Gras · Sofiane Boulekouane | 78     |

### Sub-23 feminino  6.025 m
Individual
| Posição           | Atleta               | Nacionalidade | Tempo |
| ----------------- | -------------------- | ------------- | ----- |
| Medalha de ouro   | Sifan Hassan         | Países Baixos | 19:40 |
| Medalha de prata  | Amela Terzić         | Sérvia        | 19:46 |
| Medalha de bronze | Charlotte Purdue     | Grã-Bretanha  | 19:49 |
| 4                 | Kate Avery           | Grã-Bretanha  | 19:56 |
| 5                 | Lily Partridge       | Grã-Bretanha  | 20:10 |
| 6                 | Liv Westphal         | França        | 20:21 |
| 7                 | Rhona Auckland       | Grã-Bretanha  | 20:25 |
| 8                 | Laura Weightman      | Grã-Bretanha  | 20:28 |
| 9                 | Corinna Harrer       | Alemanha      | 20:32 |
| 10                | Gulshat Fazlitdinova | Rússia        | 20:37 |
| 11                | Ekaterina Sokolenko  | Rússia        | 20:45 |
| 12                | Svetlana Riazantceva | Rússia        | 20:47 |

Equipe
| Posição           | Equipe                                                                            | Pontos |
| ----------------- | --------------------------------------------------------------------------------- | ------ |
| Medalha de ouro   | Grã-Bretanha · Purdue · Avery · Partridge · Auckland · Weightman · Jess Andrews   | 19     |
| Medalha de prata  | Rússia · Fazlitdinova · Sokolenko · Riazantceva · Luiza Litvinova · Anna Fedorova | 54     |
| Medalha de bronze | Países Baixos · Hassan · Maureen Koster · Irene Van Lieshout · Marlin Van Hal     | 70     |

### Júnior masculino 6.025 m
Individual
| Posição           | Atleta              | Nacionalidade | Tempo |
| ----------------- | ------------------- | ------------- | ----- |
| Medalha de ouro   | Ali Kaya            | Turquia       | 17:49 |
| Medalha de prata  | Isaac Kimeli        | Bélgica       | 17:51 |
| Medalha de bronze | Mikhail Strelkov    | Rússia        | 18:05 |
| 4                 | Jonathan Davies     | Grã-Bretanha  | 18:06 |
| 5                 | Lorenzo Dini        | Itália        | 18:06 |
| 6                 | Alexandre Saddedine | França        | 18:12 |
| 7                 | Yemaneberhan Crippa | Itália        | 18:14 |
| 8                 | Steven Casteele     | Bélgica       | 18:16 |
| 9                 | Seán Tobin          | Irlanda       | 18:18 |
| 10                | Viktor Bakharev     | Rússia        | 18:20 |
| 11                | Aleksandr Novikov   | Rússia        | 18:22 |
| 12                | Medhi Belhadj       | França        | 18:22 |

Equipe
| Posição           | Equipe | Pontos |
| ----------------- | --- | ------ |
| Medalha de ouro   | França · Alexandre Saddedine · Medhi Belhadj · Alexis Miellet · Maxime Hueber Moosbrugger · Theodore Klein · Hamza Habjaoui | 48     |
| Medalha de prata  | Rússia · Strelkov · Bakharev · Novikov · Vildan Gadelshin · Alexey Vikulov                                                  | 51     |
| Medalha de bronze | Itália · Lorenzo Dini · Yemaneberhan Crippa · Samuele Dini · Nekagenet Crippa · Osama Zoghlami · Italo Quazzola             | 55     |

### Júnior feminino 4.000 m
Individual
| Posição           | Atleta               | Nacionalidade | Tempo |
| ----------------- | -------------------- | ------------- | ----- |
| Medalha de ouro   | Emelia Gorecka       | Grã-Bretanha  | 13:06 |
| Medalha de prata  | Sofia Ennaoui        | Polónia       | 13:16 |
| Medalha de bronze | Maruša Mišmaš        | Eslovênia     | 13:27 |
| 4                 | Georgia Taylor-Brown | Grã-Bretanha  | 13:31 |
| 5                 | Alina Reh            | Alemanha      | 13:34 |
| 6                 | Aleksandra Guliaeva  | Rússia        | 13:38 |
| 7                 | Maria Larsson        | Suécia        | 13:39 |
| 8                 | Bobby Clay           | Grã-Bretanha  | 13:40 |
| 9                 | Emine Hatun Tuna     | Turquia       | 13:40 |
| 10                | Maya Rehberg         | Alemanha      | 13:41 |
| 11                | Jessica Gibbon       | Grã-Bretanha  | 13:41 |
| 12                | Ebba Andersson       | Suécia        | 13:44 |

Equipe
| Posição           | Equipe                                                                                   | Pontos |
| ----------------- | ---------------------------------------------------------------------------------------- | ------ |
| Medalha de ouro   | Grã-Bretanha · Gorecka · Taylor-Brown · Clay · Gibbon · Lydia Turner · Amy Griffiths     | 24     |
| Medalha de prata  | Suécia · Larsson · Andersson · Isabelle Brauer · Tova Euren-Magnussen · Agnes Sjostrom   | 75     |
| Medalha de bronze | Alemanha · Reh · Rehberg · Caerina Granz · Vera Coutellier · Lea Meyer · Tatjana Schulte | 95     |

## Quadro de medalhas
| Ordem | País          | Medalha de ouro | Medalha de prata | Medalha de bronze | Total |
| ----- | ------------- | --------------- | ---------------- | ----------------- | ----- |
| 1     | Grã-Bretanha  | 5               | 1                | 3                 | 9     |
| 2     | França        | 2               | 1                | 1                 | 4     |
| 3     | Espanha       | 2               | 0                | 1                 | 3     |
| 4     | Bélgica       | 1               | 2                | 0                 | 3     |
| 5     | Turquia       | 1               | 1                | 0                 | 2     |
| 6     | Países Baixos | 1               | 0                | 1                 | 2     |
| 7     | Rússia        | 0               | 2                | 1                 | 3     |
| 8     | Sérvia        | 0               | 1                | 1                 | 2     |
| 9=    | Bulgária      | 0               | 1                | 0                 | 1     |
| 9=    | Polónia       | 0               | 1                | 0                 | 1     |
| 9=    | Suécia        | 0               | 1                | 0                 | 1     |
| 9=    | Ucrânia       | 0               | 1                | 0                 | 1     |
| 14=   | Alemanha      | 0               | 0                | 1                 | 1     |
| 14=   | Itália        | 0               | 0                | 1                 | 1     |
| 14=   | Portugal      | 0               | 0                | 1                 | 1     |
| 14=   | Eslovênia     | 0               | 0                | 1                 | 1     |
| Total | Total         | 12              | 12               | 12                | 36    |